# Clássico da Rivalidade
Clássico da Rivalidade é o clássico de futebol brasileiro disputado entre o Botafogo de Futebol e Regatas e o Clube de Regatas do Flamengo, clubes do Rio de Janeiro.
Os clubes fazem um dos maiores clássicos do Brasil, considerando-se que já decidiram uma final de Campeonato Brasileiro, em 1992 e uma final da Supercopa Rei, em 2025, ambas vencidas pelo Rubro-Negro, além de se confrontarem em uma quartas de final de Campeonato Brasileiro, uma quartas de final e uma semifinal de Copa do Brasil.
A nível estadual fizeram quatro finais consecutivas entre 2007 e 2010, considerando que, em 2010, o Botafogo ao conquistar a Taça Rio, conquistou também o Campeonato Carioca, pois já havia se sagrado campeão da Taça Guanabara. Além dessas ocasiões, este clássico decidiu os estaduais de 1962 e 1989.
O Flamengo é o clube de maior torcida no Brasil, e o Botafogo aquele que mais cedeu jogadores à Seleção Brasileira em Copas do Mundo.

## História
A história do clássico da Rivalidade começa no remo, esporte mais popular do Rio de Janeiro no final do século XIX. O primeiro confronto entre Botafogo e Flamengo, também chamado desde a década de 1960 como "Clássico da Rivalidade", ocorreu em 13 de maio de 1913, no Campo da rua General Severiano, válido pelo Campeonato Carioca daquele ano. A partida terminou 1–0 para o Botafogo, gol de Mimi Sodré, na partida que inaugurou o novo campo do Botafogo.

Times de Botafogo e Flamengo, em 1937.

A primeira vitória do Flamengo sobre o Botafogo ocorreu no quinto confronto entre os dois clubes, em 30 de maio de 1915, por 2–1, em partida disputada no campo da rua General Severiano, onde seriam disputadas as sete primeiras partidas entre os dois clubes, e foi válida pelo Campeonato Carioca.
Na primeira partida disputada no estádio do Maracanã, vitória botafoguense por 1–0, em 15 de outubro de 1950, gol de Neca, com a primeira vitória Rubro-Negra tendo ocorrido em 13 de setembro de 1952, por 3–2, na sexta partida disputada.

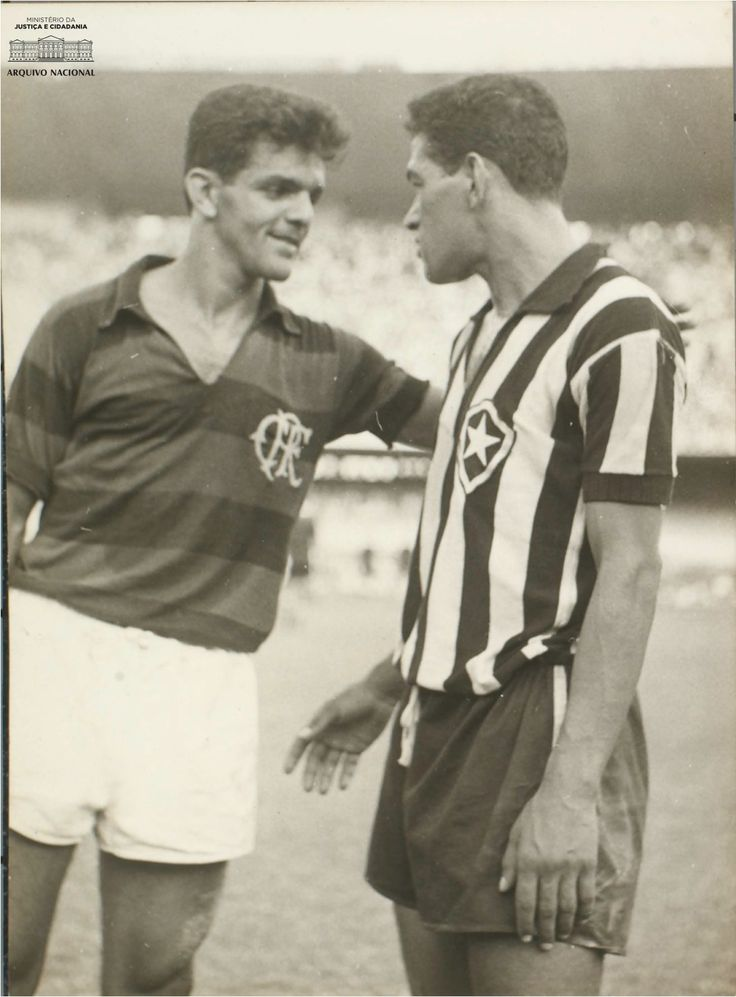
Garrincha e Dida se cumprimentam antes do clássico, nos anos 60

A vitória do Flamengo sobre o Botafogo por 2–1, em 1 de junho de 1969, ficou marcada como o dia em que a torcida do Fla soltou um urubu no Maracanã, como forma de afrontar as torcidas adversárias que os tratavam com esse apelido, desde então, assumindo-o.
A decisão do Campeonato Carioca de 1989 foi das mais marcantes da história do Botafogo, pois quebrou seu jejum de 21 anos sem conquistar um título importante.
Já a decisão que os dois clubes protagonizaram do Campeonato Brasileiro de 1992 foi a mais importante da história deste clássico, e marcou a primeira vez que o Fla venceu o Bota em uma decisão relevante.

## Estádios
O Estádio do Maracanã foi o mais utilizado, onde se realizaram 242 jogos, com 87 vitórias do Flamengo, 71 do Botafogo e 84 empates, 325 gols a favor do Flamengo e 289 a favor do Botafogo.
O Estádio de General Severiano recebeu 39 partidas, com 17 vitórias do Botafogo, 12 do Flamengo e 10 empates, 94 gols a favor do Botafogo e 75 a favor do Flamengo.
O Estádio Olímpico Nilton Santos recebeu 25 partidas, com 12 vitórias do Flamengo, 4 do Botafogo e 9 empates, 28 gols a favor do Flamengo e 21 a favor do Botafogo.
O Estádio de Laranjeiras recebeu 20 partidas, com 7 vitórias do Flamengo, 4 do Botafogo e 9 empates, 35 gols a favor do Flamengo e 29 a favor do Botafogo.
O Estádio da Rua Paysandu recebeu 17 partidas, com 9 vitórias do Flamengo, 5 do Botafogo e 3 empates, 46 gols a favor do Flamengo e 34 a favor do Botafogo.
O Estádio de São Januário recebeu 16 partidas, com 8 vitórias do Botafogo, 3 do Flamengo e 5 empates, 28 gols a favor do Botafogo e 21 a favor do Flamengo.
O Estádio da Gávea recebeu 12 clássicos, com 5 vitórias do Botafogo, 5 do Flamengo e 2 empates, 25 gols a favor do Flamengo e 20 a favor do Botafogo.

## Cidades
O clássico já foi realizado em 11 cidades: Rio de Janeiro, Angra dos Reis, Mesquita, Niterói e Volta Redonda, todas no estado do Rio de Janeiro; Belém (Pará), Fortaleza (Ceará), Juiz de Fora (Minas Gerais) e Manaus (Amazonas); Buenos Aires (Argentina) e Milão (Itália), ambas fora do Brasil.

## Goleadas
No confronto ocorrido em 15 de agosto de 1926, no campo da rua Paissandu, ocorreu a maior goleada do Flamengo sobre o Botafogo por 8–1. No jogo seguinte, em 29 de maio de 1927, o Botafogo "deu o troco", ao conseguir a sua maior goleada na história do confronto: 9–2. Ambas, válidas pelo Campeonato Carioca.
Em 15 de novembro de 1972, em partida válida pelo Campeonato Brasileiro, o Botafogo venceu o Flamengo por 6–0, desde então a sua maior goleada nesta competição.
Em 8 de novembro de 1981, pelo Campeonato Carioca, o Flamengo goleou o Botafogo pelo mesmo placar, pondo fim às provocações alvinegras que sempre lembravam os flamenguistas deste jogo.
Em 8 de setembro de 1968, na decisão da Taça Guanabara, o Botafogo goleou o Flamengo por 4x1, desde então o maior placar em decisões de campeonato do clássico.

### Outras goleadas
Essas são as goleadas aplicadas por cada lado (vitórias a partir de 4 gols de diferença):
A favor do Botafogo
- Botafogo 5x0 Flamengo (29 de junho de 1924), Campeonato Carioca,  General Severiano
- Flamengo 1x5 Botafogo (18 de agosto de 1929), Campeonato Carioca, Estádio da Rua Paysandu
- Botafogo 5x1 Flamengo (12 de abril de 1931), Campeonato Carioca,  General Severiano
- Botafogo 7x1 Flamengo (13 de março de 1932), Amistoso,  General Severiano
- Botafogo 4x1 Flamengo (18 de Agosto de 2024), Campeonato Brasileiro, Estádio Olímpico Nilton Santos
- Botafogo 5x1 Flamengo (9 de julho de 1939), Campeonato Carioca,  General Severiano
- Botafogo 6x2 Flamengo (8 de março de 1944), Torneio Relâmpago,  São Januário
- Botafogo 5x0 Flamengo (29 de setembro de 1956), Campeonato Carioca,  Maracanã

A favor do Flamengo
- Flamengo 5x0 Botafogo (29 de junho de 1917), Campeonato Carioca, Estádio da Rua Paysandu
- Flamengo 5x1 Botafogo (17 de março de 1918), Amistoso, Rua Dona Castorina
- Botafogo 2x6 Flamengo (8 de junho de 1919), Campeonato Carioca,  General Severiano
- Botafogo 0x5 Flamengo (9 de outubro de 1938), Campeonato Carioca,  General Severiano
- Flamengo 4x0 Botafogo (23 de agosto de 1942), Campeonato Carioca,  Gávea
- Flamengo 4x0 Botafogo (30 de março de 1958), Campeonato Carioca,  Maracanã
- Flamengo 6x2 Botafogo (25 de outubro de 1959), Campeonato Carioca,  Maracanã
- Flamengo 4x0 Botafogo (19 de julho de 1975), Campeonato Carioca,  Maracanã
- Flamengo 6x1 Botafogo (24 de março de 1985), Campeonato Brasileiro,  Maracanã
- Flamengo 4x0 Botafogo (23 de outubro de 2013), Copa do Brasil,  Maracanã

## Artilheiros
Heleno de Freitas, pelo Botafogo, é o maior artilheiro deste clássico, com 22 gols, enquanto Zico é o maior artilheiro flamenguista, com 20 tentos.
No século XXI, Bruno Henrique e Dodô, dividem a artilharia do clássico com 7 gols cada. Dodô com 7 gols em 9 jogos tem a média de 0,78 pelo Botafogo e Bruno Henrique com 7 gols em 15 jogos tem a média de 0,46 pelo Flamengo.
Em decisões, Juninho e Lucio Flavio pelo Botafogo, são os maiores artilheiros, com 3 gols cada, enquanto Obina e Romário pelo Flamengo são os maiores artilheiros, com 3 gols cada.
Pelo Campeonato Brasileiro unificado, Jairzinho é o maior artilheiro do clássico pelo Botafogo, com 4 gols, enquanto Zico e Bruno Henrique são pelo Flamengo, com 3 gols marcados.
Pela Copa do Brasil, Hernane é o maior artilheiro do clássico pelo Flamengo, com 3 gols.
Pelo Torneio Rio-São Paulo, Dida é o maior artilheiro do clássico pelo Flamengo, com 4 gols, enquanto Garrincha e Quarentinha são pelo Botafogo, com 3 gols marcados.
Pelo Campeonato Carioca, Zico é o maior artilheiro do clássico pelo Flamengo, com 17 gols, enquanto Heleno de Freitas é pelo Botafogo, com 13 tentos.
Pelo Torneio Relâmpago, Vicente é o maior artilheiro do clássico pelo Flamengo, com 3 gols.
Pelo Torneio Municipal, Heleno de Freitas é o maior artilheiro do clássico pelo Botafogo, com 7 gols.
Pela Taça Guanabara (Independente), Gérson, Jairzinho e Ferreti pelo Botafogo são os maiores artilheiros com 2 gols, enquanto Dionísio é o maior artilheiro flamenguista, com 2 gols.
Pelo Torneio Extra, Chemp e Pascoal, são os maiores artilheiros do clássico pelo Botafogo, com 2 gols cada.

## Invencibilidades
O Botafogo detém o recorde de invencibilidade do futebol brasileiro, com 52 partidas sem derrota entre setembro de 1977 e julho de 1978. Essa série foi igualada pelo Flamengo logo no ano seguinte, mas foi interrompida pelo próprio Botafogo. Em 2 de junho de 1979, uma vitória alvinegra por 1 a 0 no clássico, com gol de Renato Sá, decretou a continuidade do empate neste quesito das estatísticas.
Na história do Campeonato Brasileiro o Fla detém a maior invencibilidade do confronto, com 21 jogos consecutivos sem perder, sendo que a última vitória alvinegra tinha sido em 7 de outubro de 2000, por 3 a 1. No entanto, esse tabu foi quebrado em 13 de outubro de 2013, quando o Botafogo venceu por 2 a 1.
Entre 28 de julho de 2004 e 16 de março de 2008, o Flamengo não perdeu uma partida sequer para o Botafogo. Foram 15 jogos nesse período, com sete vitórias rubro-negras e oito empates, a maior invencibilidade da história do confronto. O tabu  só foi quebrado em março de 2008, quando o Botafogo venceu o Flamengo por 3 a 2 em jogo válido pelo Campeonato Carioca.
Já a maior invencibilidade do Botafogo contra o Flamengo é de 9 jogos, que ocorreu duas vezes: a primeira entre 1950 e 1952. Nesse período, foram cinco vitórias alvinegras e quatro empates. A invencibilidade acabou com uma vitória rubro-negra por 2 a 0 em jogo válido pelo Torneio Extra Carlos Martins da Rocha. A segunda vez que o Botafogo ficou 9 jogos sem perder para o Flamengo foi entre 1967 e 1969, com sete vitórias alvinegras e dois empates. Essa invencibilidade acabou com uma vitória do Flamengo por 2 a 1 em jogo válido pelo Campeonato Carioca.

## Maiores séries invictas
Flamengo: 15 jogos (1 vez); 7 vitórias e 8 empates de 28 de julho de 2004 até 15 de março de 2008.
Botafogo: 9 jogos (2 vezes); 5 vitórias e 4 empates de 11 de fevereiro de 1950 até 5 de março de 1952; 7 vitórias e 2 empates de 29 de julho de 1967 até 20 de abril de 1969.

## Maiores séries de vitórias e empates
Flamengo: 5 vitórias de 31 de julho de 2005 até 10 de setembro de 2006.
Botafogo: 5 vitórias de 29 de julho de 1967 até 2 de junho de 1968.
A maior série de empates é de 6 jogos de 6 de março de 1988 até 18 de junho de 1989.

## Principais competições
Pelo Campeonato Brasileiro Unificado, foram 71 jogos, com 25 vitórias do Flamengo, 17 do Botafogo e 29 empates. O Flamengo fez 85 gols e o Botafogo fez 75.
Nas conquistas de seus 7 títulos brasileiros, e também na da Copa União, o Flamengo não jogou contra o Botafogo nas de 1980, 1982 e 1983, por conta do clube alvinegro ter começado em grupo diferente e não ter chegado aos cruzamentos previstos pela fórmula de disputa. Já o Botafogo, nas conquistas de seus 3 títulos brasileiros, não enfrentou o Flamengo na Taça Brasil de 1968, da qual o Rubro-negro não participou.
Pela Copa do Brasil, foram 4 partidas, sendo 2 vitórias do Flamengo e 2 empates. O Flamengo marcou 6 gols, e o Botafogo, 1.
Pelo Campeonato Carioca, foram 239 partidas, sendo 95 vitórias do Flamengo, 77 do Botafogo, e 67 empates. O Flamengo marcou 385 gols, e o Botafogo, 344.
Pelo Torneio Rio-São Paulo, foram 23 jogos, com 8 vitórias do Botafogo, 7 do Flamengo, e 8 empates. O Flamengo fez 43 gols, e o Botafogo fez 41.
Pela Taça Guanabara (Independente), foram 12 jogos, com 5 vitórias do Botafogo, 1 do Flamengo, e 6 empates. O Botafogo fez 13 gols, e o Flamengo fez 7.
Pelo Torneio Municipal, foram 9 jogos, com 3 vitórias do Botafogo, 3 do Flamengo, e 3 empates. O Botafogo fez 17 gols, e o Flamengo fez 16.
Pelo Torneio Extra, foram 4 jogos, com 2 vitórias do Botafogo, 1 do Flamengo, e 1 empate. O Botafogo fez 7 gols, e o Flamengo fez 4.
Pelo Torneio Início do Campeonato Carioca, foram 8 jogos, com 3 vitórias do Botafogo, 3 do Flamengo, e 2 empates. O Botafogo fez 4 gols, e o flamengo fez 5.

## Decisões e taças
Em decisões de Campeonato Brasileiro
1 Campeonato
Flamengo campeão em uma ocasião: 1992
Em decisões de Supercopa Rei
1 Campeonato
Flamengo campeão em uma ocasião: 2025
Em decisões estaduais
6 Campeonatos
Botafogo campeão em três ocasiões: 1962 , 1989 e 2010

Flamengo campeão em três ocasiões: 2007, 2008 e 2009
Em decisões de Taça Guanabara
3 Campeonatos (como competição independente do Campeonato Carioca apenas em 1968)
Botafogo campeão em uma ocasião: 1968
Flamengo campeão em duas ocasiões: 1995 e 2008
Em decisões de Taça Rio
3 Campeonatos
Botafogo campeão em uma ocasião: 2010
Flamengo campeão em duas ocasiões: 1991 e 2009
Em decisões do Torneio Início do Campeonato Carioca
1 Campeonato
Botafogo campeão em uma ocasião: 1961
- Competições:[27][28]

| Competição                    | Edições | Títulos do Flamengo | Títulos do Botafogo |
| ----------------------------- | ------- | ------------------- | ------------------- |
| Campeonato Carioca            | 6       | 3                   | 3                   |
| Campeonato Brasileiro         | 1       | 1                   | 0                   |
| Supercopa Rei                 | 1       | 1                   | 0                   |
| Torneio Início do Carioca     | 1       | 0                   | 1                   |
| Taça Guanabara (Independente) | 1       | 0                   | 1                   |
| Total                         | 10      | 5                   | 5                   |

- Turnos:

| Turno          | Edições | Títulos do Flamengo | Títulos do Botafogo |
| -------------- | ------- | ------------------- | ------------------- |
| Taça Guanabara | 2       | 2                   | 0                   |
| Taça Rio       | 3       | 2                   | 1                   |
| Total          | 5       | 4                   | 1                   |

- Soma ambas tabelas em decisões oficiais:
  - Flamengo: 9
  - Botafogo: 6

Em decisões de todos os Troféus disputados na história do confronto:
Botafogo: 17
Flamengo: 13

11 Taças a favor do Botafogo
Taça Líder: 1962
Taça Miss Campeonato: 1962
Troféu Embaixador Negrão de Lima: 1971
Troféu Probidade: 1971
Taça Prefeitura do Rio de Janeiro: 1989
Troféu Cidade Nova Friburgo: 1989
Troféu Gérson de Oliveira Nunes ‘Canhotinha de Ouro’: 1990
Troféu Radialista Waldir Amaral: 1990
Troféu Jornal dos Sports 62 Anos: 1993
Troféu Empresa Brasileira de Correios e Telégrafos: 1994
Troféu Tupi 75 (Setenta e Cinco) Anos: 2010
4 Taças a favor do Flamengo
Taça Botafogo Football Club: 1915
Taça da Paz: 1937
Taça 147 Anos de Juiz de Fora: 1997
Troféu Cristo Redentor: 2007

## Jogos importantes
- Campeonato Carioca de 1946:

Supercampeonato: Botafogo, Flamengo, America e Fluminense classificaram-se para a fase final deste campeonato, com o Fluminense conquistando o título ao final dos dois jogos disputados em cada um dos clássicos.
- Campeonato Carioca de 1958:

Super-Supercampeonato: Botafogo, Flamengo e Vasco classificaram-se para a fase final deste campeonato, com o Vasco conquistando o título ao final dos dois jogos disputados em cada um dos clássicos.
- Taça Guanabara de 1997:

O Botafogo que já estava classificado elimina o Flamengo na última rodada, que precisava vencer para se classificar as finais.
- Taça Guanabara de 2014:

O Flamengo conquistou o título antecipadamente ao vencer o Bota, que não tinha mais chance de se sagrar campeão.
- Taça Guanabara de 2015:

A vitória botafoguense por 1 a 0 foi critério de desempate para a definição do título em favor do Botafogo, já que os dois clubes terminaram empatados em todos os outros quesitos.

## Outros grandes momentos
Além das oportunidades acima nas quais se confrontaram diretamente pelos títulos de campeões, os clubes foram campeões com o outro vice, nas seguintes ocasiões:
Botafogo campeão, Flamengo vice
- Campeonato Carioca: 1932,  1961, 1968 e 2013[42]
- Taça Augusto Pereira da Mota: 1976
- Taça Rio: 1997
- Taça Guanabara: 2015
- Torneio Rio-São Paulo: 1964

Flamengo campeão, Botafogo vice
- Campeonato Carioca: 1914, 1939, 1942 e 1944[42]
- Taça Innocêncio Pereira Leal: 1979
- Taça Guanabara: 1989
- Torneio Super Clássicos: 2013
- Torneio Rio-São Paulo: 1961

## Demais jogos eliminatórios

### Outros jogos eliminatórios[27][28]
Em competições da CBF
- Campeonato Brasileiro de 1981: Botafogo elimina o Flamengo nas quartas de finais.
- Copa do Brasil de 2013: Flamengo elimina o Botafogo nas quartas de finais.
- Copa do Brasil de 2017: Flamengo elimina o Botafogo nas semifinais.

Em competições da FERJ
- Torneio Início de 1921: Botafogo elimina o Flamengo na primeira fase.
- Torneio Início de 1925: Botafogo elimina o Flamengo na segunda fase.
- Torneio Início de 1944: Flamengo elimina o Botafogo na segunda fase.
- Torneio Início de 1945: Botafogo elimina o Flamengo na semifinal.
- Torneio Início de 1946: Flamengo elimina o Botafogo na semifinal.
- Torneio Início de 1952: Flamengo elimina o Botafogo na semifinal.
- Torneio Início de 1954: Flamengo elimina o Botafogo na semifinal.
- Torneio Início de 1977: Botafogo elimina o Flamengo na semifinal.
- Taça Rio de 2008: Botafogo elimina o Flamengo nas semifinais.
- Taça Guanabara de 2010: Botafogo elimina o Flamengo nas semifinais.
- Taça Guanabara de 2011: Flamengo elimina o Botafogo nas semifinais.
- Taça Guanabara de 2013: Botafogo elimina o Flamengo nas semifinais.
- Campeonato Carioca de 2017: Flamengo elimina o Botafogo na semifinais.
- Taça Guanabara de 2018: Flamengo elimina o Botafogo nas semifinais.
- Campeonato Carioca de 2018: Botafogo elimina o  Flamengo nas semifinais.

## Maiores públicos
- Aonde não consta informação sobre público pagante e presente, a referência é aos pagantes, acima de 90.000.

1. Botafogo 3–0 Flamengo, 158.994, 15 de dezembro de 1962, Campeonato Carioca [147.043p.].
2. Botafogo 2–2 Flamengo, 158.477, 29 de abril de 1979, Campeonato Carioca.
3. Botafogo 1–2 Flamengo, 149.191, 1 de junho de 1969, Campeonato Carioca.
4. Botafogo 2–0 Flamengo, 142.892, 14 de março de 1971, Campeonato Carioca.
5. Botafogo 1–0 Flamengo, 139.908, 3 de junho de 1979, Campeonato Carioca.
6. Botafogo 0–0 Flamengo, 137.261, 26 de março de 1972, Campeonato Carioca.
7. Botafogo 3–1 Flamengo, 135.487, 19 de abril de 1981, Campeonato Brasileiro.
8. Botafogo 1–2 Flamengo, 129.794, 17 de abril de 1977, Campeonato Carioca.
9. Botafogo 0–3 Flamengo, 128.277, 18 de março de 1979, Campeonato Carioca.
10. Botafogo 0–1 Flamengo, 127.849, 18 de abril de 1976, Campeonato Carioca.
11. Botafogo 0–0 Flamengo, 123.229, 8 de setembro de 1968, Taça Guanabara [95.412p.].
12. Botafogo 2–2 Flamengo, 122.001, 19 de julho de 1992, Campeonato Brasileiro.
13. Botafogo 0–0 Flamengo, 117.117, 16 de abril de 1981, Campeonato Brasileiro.
14. Botafogo 2–0 Flamengo, 116.582, 20 de abril de 1969, Campeonato Carioca.
15. Botafogo 2–0 Flamengo, 114.136, 11 de julho de 1976, Campeonato Carioca.
16. Botafogo 0–0 Flamengo, 113.600, 15 de abril de 1973, Campeonato Carioca. (*)
17. Botafogo 1–1 Flamengo, 112.330, 8 de outubro de 1978, Campeonato Carioca. (*)
18. Botafogo 2–2 Flamengo, 110.768, 8 de dezembro de 1991, Campeonato Carioca.
19. Botafogo 1–0 Flamengo, 104.908, 2 de junho de 1968, Campeonato Carioca [79.825p.]. (*)
20. Botafogo 0–3 Flamengo, 102.547, 12 de julho de 1992, Campeonato Brasileiro.
21. Botafogo 1–0 Flamengo, 102.226, 14 de abril de 1968, Campeonato Carioca [84.989p.].
22. Botafogo 4–1 Flamengo, 94.535, 18 de setembro de 1968, Taça Guanabara.
23. Botafogo 3–0 Flamengo, 92.924, 7 de setembro de 1953, Campeonato Carioca [81.486p.].
24. Botafogo 1–0 Flamengo, 92.212, 6 de abril de 1975, Campeonato Carioca .

(*) Rodadas duplas
Por décadas
- 1951/1960:  1.
- 1961/1970:  7.
- 1971/1980: 11.
- 1981/1990:  2.
- 1991/2000:  3.

Maior público no século XXI
- Botafogo 1–2 Flamengo, 84.185, 24 de fevereiro de 2008 [78.830 p.].

Maior público no Novo Maracanã (pós 2013)
- Botafogo 0–4 Flamengo, 59.848, 23 de outubro de 2013 [50.505 p.].[43]

Maior público no Estádio Olímpico Nilton Santos
- Botafogo 1–2 Flamengo, 40.769, 2 de setembro de 2023, Campeonato Brasileiro [38.346p.][44]

## Títulos
Sobre os títulos dos 4 grandes do futebol carioca, ver Os quatro grandes do Rio de Janeiro.

## Confrontos
| Vitória do Botafogo | Empate | Vitória do Flamengo | Jogo decidiu título |

### Anos 2000
| Data                    | Torneio       | Estádio             | Casa     | Visitante | Placar | Gols (casa)                                                     | Gols (visitante)                                                   |
| ----------------------- | ------------- | ------------------- | -------- | --------- | ------ | --------------------------------------------------------------- | ------------------------------------------------------------------ |
| 26 de janeiro de 2000   | Rio-São Paulo | Maracanã            | Flamengo | Botafogo  | 1–2    | Reinaldo 48'                                                    | Jorge Luiz 47', Zé Carlos 67'                                      |
| 2 de fevereiro de 2000  | Rio-São Paulo | Maracanã            | Botafogo | Flamengo  | 2–2    | Fabão 30', Zé Carlos 49'                                        | Leandro Machado 14', Reinaldo 41'                                  |
| 26 de março de 2000     | Carioca       | Maracanã            | Botafogo | Flamengo  | 2–1    | Sérgio Manoel 23', Magrão 33'                                   | Reinaldo 39'                                                       |
| 14 de maio de 2000      | Carioca       | Maracanã            | Flamengo | Botafogo  | 2–1    | Athirson 64', 82'                                               | Donizete 57'                                                       |
| 7 de outubro de 2000    | Brasileiro    | Maracanã            | Botafogo | Flamengo  | 3–1    | Donizete 10', Dênis 37', Sandro 62'                             | Petković 75'                                                       |
| 18 de fevereiro de 2001 | Carioca       | Maracanã            | Flamengo | Botafogo  | 0–1    |                                                                 | Taílson 18'                                                        |
| 1 de abril de 2001      | Carioca       | Maracanã            | Botafogo | Flamengo  | 1–1    | Serginho 52'                                                    | Roma 29'                                                           |
| 10 de outubro de 2001   | Brasileiro    | Maracanã            | Botafogo | Flamengo  | 2–2    | Ciurlizza 42', Rodrigo 88'                                      | André Bahia 18', Beto 65'                                          |
| 3 de fevereiro de 2002  | Rio-São Paulo | Maracanã            | Flamengo | Botafogo  | 2–4    | Felipe Melo 3', Andrézinho 29'                                  | Alexandre 23', Felipe 62', 90+3', Dodô 71'                         |
| 18 de março de 2002     | Carioca       | Jair Toscano        | Flamengo | Botafogo  | 1–3    | Carlinhos 18'                                                   | Ademilson 5', Daniel 16', 80'                                      |
| 18 de maio de 2002      | Carioca       | Giulite Coutinho    | Flamengo | Botafogo  | 0–1    |                                                                 | Júnior 12'                                                         |
| 2 de novembro de 2002   | Brasileiro    | Maracanã            | Flamengo | Botafogo  | 2–0    | Zé Carlos 21', Iranildo 67'                                     |                                                                    |
| 16 de fevereiro de 2003 | Carioca       | Maracanã            | Flamengo | Botafogo  | 4–2    | Athirson 2', Fernando Baiano 31', 47', Felipe 88'               | Gilmar 54', Felipe Melo 40'                                        |
| 14 de março de 2004     | Carioca       | Maracanã            | Flamengo | Botafogo  | 0–1    |                                                                 | Alex Alves 49'                                                     |
| 28 de julho de 2004     | Série A       | Maracanã            | Botafogo | Flamengo  | 0–0    |                                                                 |                                                                    |
| 21 de novembro de 2004  | Série A       | Maracanã            | Flamengo | Botafogo  | 0–0    |                                                                 |                                                                    |
| 6 de março de 2005      | Carioca       | Maracanã            | Flamengo | Botafogo  | 2–2    | Emerson 33', Renato 70'                                         | Túlio 28', Ramon 90+1'                                             |
| 31 de julho de 2005     | Série A       | Luso Brasileiro     | Botafogo | Flamengo  | 0–2    |                                                                 | Léo Moura 66', Jean 76'                                            |
| 6 de novembro de 2005   | Série A       | Raulino de Oliveira | Flamengo | Botafogo  | 3–1    | Renato 67', Diego Souza 69', Léo Moura 90+2'                    | Alex Alves 40'                                                     |
| 25 de fevereiro de 2006 | Carioca       | Maracanã            | Flamengo | Botafogo  | 3–2    | Luizão 22', Juan 50', Renato 64'                                | Dodô 13', 40'                                                      |
| 7 de maio de 2006       | Série A       | Maracanã            | Flamengo | Botafogo  | 1–0    | Jônatas 65'                                                     |                                                                    |
| 10 de setembro de 2006  | Série A       | Maracanã            | Botafogo | Flamengo  | 0–2    |                                                                 | Rafael Marques 21', Renato Silva 31'                               |
| 10 de fevereiro de 2007 | Carioca       | Maracanã            | Botafogo | Flamengo  | 3–3    | Jorge Henrique 45', Dodô 47' (pen), Joílson 80'                 | Obina 21', Ronaldo Angelim 76', Roni 82'                           |
| 29 de abril de 2007     | Carioca       | Maracanã            | Flamengo | Botafogo  | 2–2    | Renato 62' (pen), Souza 78'                                     | Dodô 32', Lúcio Flávio 41'                                         |
| 6 de maio de 2007       | Carioca       | Maracanã            | Botafogo | Flamengo  | 2–2    | Juninho 58', Dodô 60'                                           | Souza 52', Renato Augusto 74'                                      |
| 27 de maio de 2007      | Série A       | Maracanã            | Flamengo | Botafogo  | 2–2    | Leonardo 40', Paulo Sérgio 79'                                  | Lúcio Flávio 17', Dodô 44'                                         |
| 29 de agosto de 2007    | Série A       | Maracanã            | Botafogo | Flamengo  | 1–1    | Jorge Henrique 58'                                              | Juan 34'                                                           |
| 24 de fevereiro de 2008 | Carioca       | Maracanã            | Flamengo | Botafogo  | 2–1    | Ibson 63' (pen), Diego Tardelli 90+1'                           | Wellington Paulista 27'                                            |
| 16 de março de 2008     | Carioca       | Maracanã            | Flamengo | Botafogo  | 2–3    | Léo Moura 38' (pen), Thiago Sales 68'                           | Wellington Paulista 22', Zé Carlos 45+1' (pen), Jorge Henrique 52' |
| 13 de abril de 2008     | Carioca       | Maracanã            | Botafogo | Flamengo  | 3–0    | Wellington Paulista 39', Alessandro 60', Lúcio Flávio 72' (pen) |                                                                    |
| 27 de abril de 2008     | Carioca       | Maracanã            | Flamengo | Botafogo  | 1–0    | Obina 79'                                                       |                                                                    |
| 4 de maio de 2008       | Carioca       | Maracanã            | Botafogo | Flamengo  | 1–3    | Lúcio Flávio 22'                                                | Obina 49', 90+2', Diego Tardelli 81'                               |
| 27 de julho de 2008     | Série A       | Maracanã            | Flamengo | Botafogo  | 0–0    |                                                                 |                                                                    |
| 9 de novembro de 2008   | Série A       | Maracanã            | Botafogo | Flamengo  | 0–1    |                                                                 | Kléberson 84' (pen)                                                |
| 15 de fevereiro de 2009 | Carioca       | Maracanã            | Botafogo | Flamengo  | 1–1    | Batista 16'                                                     | Josiel 90+1'                                                       |
| 19 de abril de 2009     | Carioca       | Maracanã            | Botafogo | Flamengo  | 0–1    |                                                                 | Emerson 62'                                                        |
| 26 de abril de 2009     | Carioca       | Maracanã            | Botafogo | Flamengo  | 2–2    | Juninho 37', Reinaldo 43'                                       | Juan 20', Willians 84'                                             |
| 3 de maio de 2009       | Carioca       | Maracanã            | Flamengo | Botafogo  | 2–2    | Kléberson 20' 38'                                               | Juninho 61', Túlio Souza 64'                                       |
| 19 de julho de 2009     | Série A       | Maracanã            | Flamengo | Botafogo  | 2–2    | Adriano 40', Emerson Sheik 88'                                  | Alessandro 34', Renato 71'                                         |
| 25 de outubro de 2009   | Série A       | Engenhão            | Botafogo | Flamengo  | 0–1    |                                                                 | Adriano 31'                                                        |

### Anos 2010
| Data                    | Torneio        | Estádio                        | Casa     | Visitante | Placar | Gols (casa)                                              | Gols (visitante)                     |
| ----------------------- | -------------- | ------------------------------ | -------- | --------- | ------ | -------------------------------------------------------- | ------------------------------------ |
| 17 de fevereiro de 2010 | Carioca        | Maracanã                       | Flamengo | Botafogo  | 1–2    | Vinícius Pacheco 25'                                     | Marcelo Cordeiro 34', Caio 83'       |
| 21 de março de 2010     | Carioca        | Maracanã                       | Botafogo | Flamengo  | 2–2    | Herrera 16' (pen), 54'                                   | Adriano 20', 90+4'                   |
| 18 de abril de 2010     | Carioca        | Maracanã                       | Botafogo | Flamengo  | 2–1    | Herrera 23' (pen), Loco Abreu 71' (pen)                  | Vágner Love 45'                      |
| 14 de julho de 2010     | Série A        | Maracanã                       | Flamengo | Botafogo  | 1–0    | Paulo Sérgio 69'                                         |                                      |
| 2 de outubro de 2010    | Série A        | Engenhão                       | Botafogo | Flamengo  | 1–1    | Lúcio Flávio 35'                                         | Léo Moura 75'                        |
| 20 de fevereiro de 2011 | Carioca        | Engenhão                       | Flamengo | Botafogo  | 1–1    | Ronaldo Angelim 14'                                      | Loco Abreu 48'                       |
| 10 de abril de 2011     | Carioca        | Engenhão                       | Botafogo | Flamengo  | 0–2    |                                                          | Thiago Neves 34', 88'                |
| 19 de junho de 2011     | Série A        | Engenhão                       | Flamengo | Botafogo  | 0–0    |                                                          |                                      |
| 18 de setembro de 2011  | Série A        | Engenhão                       | Botafogo | Flamengo  | 1–1    | Loco Abreu 25'                                           | Jael 49'                             |
| 5 de fevereiro de 2012  | Carioca        | Engenhão                       | Botafogo | Flamengo  | 0–0    |                                                          |                                      |
| 26 de agosto de 2012    | Série A        | Engenhão                       | Botafogo | Flamengo  | 0–0    |                                                          |                                      |
| 1 de dezembro de 2012   | Série A        | Engenhão                       | Flamengo | Botafogo  | 2–2    | Nixon 32', Vágner Love 55'                               | Sassá 4', Vítor Júnior 48'           |
| 17 de fevereiro de 2013 | Carioca        | Engenhão                       | Flamengo | Botafogo  | 1–0    | Hernane 3'                                               |                                      |
| 3 de março de 2013      | Carioca        | Engenhão                       | Flamengo | Botafogo  | 0–2    |                                                          | Júlio César 1', Vitinho 90+3'        |
| 28 de julho de 2013     | Série A        | Maracanã                       | Flamengo | Botafogo  | 1–1    | Elias 90+4'                                              | Rafael Marques 21'                   |
| 25 de setembro de 2013  | Copa do Brasil | Maracanã                       | Botafogo | Flamengo  | 1–1    | Edílson 57'                                              | André Santos 12'                     |
| 13 de outubro de 2013   | Série A        | Maracanã                       | Botafogo | Flamengo  | 2–1    | Gegê 41', Rafael Marques 62'                             | Hernane 12'                          |
| 23 de outubro de 2013   | Copa do Brasil | Maracanã                       | Flamengo | Botafogo  | 4–0    | Hernane 19', 33', 57', Léo Moura 71' (pen)               |                                      |
| 9 de março de 2014      | Carioca        | Maracanã                       | Botafogo | Flamengo  | 0–2    |                                                          | Gabriel 10', Léo 86'                 |
| 27 de julho de 2014     | Série A        | Maracanã                       | Flamengo | Botafogo  | 1–0    | Alecsandro 32'                                           |                                      |
| 25 de outubro de 2014   | Série A        | Arena da Amazônia              | Botafogo | Flamengo  | 2–1    | Rogério 33', Wallyson 66'                                | Eduardo da Silva 74'                 |
| 1 de março de 2015      | Carioca        | Estádio Jornalista Mário Filho | Botafogo | Flamengo  | 1–0    | Tomas Bastos 82'                                         |                                      |
| 2 de abril de 2016      | Carioca        | Mario Helênio                  | Botafogo | Flamengo  | 2–2    | Joel Carli 13', Rodrigo Lindoso 55'                      | Alan Patrick 31', Marcelo Cirino 81' |
| 16 de julho de 2016     | Série A        | Luso Brasileiro                | Botafogo | Flamengo  | 3–3    | Diogo Barbosa 33', Neilton 79', Salgueiro 82'            | Everton 23', Jorge 56', Guerrero 67' |
| 5 de novembro de 2016   | Série A        | Estádio Jornalista Mário Filho | Flamengo | Botafogo  | 0–0    |                                                          |                                      |
| 12 de fevereiro de 2017 | Carioca        | Nilton Santos                  | Botafogo | Flamengo  | 1–2    | Roger 39'                                                | Guerrero 35', Everton 65'            |
| 23 de abril de 2017     | Carioca        | Estádio Jornalista Mário Filho | Flamengo | Botafogo  | 2–1    | Guerrero 49', 65' (pen)                                  | Sassá 87' (pen)                      |
| 4 de junho de 2017      | Série A        | Raulino de Oliveira            | Flamengo | Botafogo  | 0–0    |                                                          |                                      |
| 16 de agosto de 2017    | Copa do Brasil | Nilton Santos                  | Botafogo | Flamengo  | 0–0    |                                                          |                                      |
| 23 de agosto de 2017    | Copa do Brasil | Maracanã                       | Flamengo | Botafogo  | 1–0    | Diego 70'                                                |                                      |
| 10 de setembro de 2017  | Série A        | Nilton Santos                  | Botafogo | Flamengo  | 2–0    | Roger 55', 68'                                           |                                      |
| 10 de fevereiro de 2018 | Carioca        | Raulino de Oliveira            | Flamengo | Botafogo  | 3–1    | Éverton 36', Henrique Dourado 49', Vinícius Júnior 90+4' | Kieza 69'                            |
| 3 de março de 2018      | Carioca        | Nilton Santos                  | Flamengo | Botafogo  | 1–0    | Rhodolfo 3'                                              |                                      |
| 28 de março de 2018     | Carioca        | Maracanã                       | Flamengo | Botafogo  | 0–1    |                                                          | Luiz Fernando 38'                    |
| 21 de julho de 2018     | Série A        | Maracanã                       | Flamengo | Botafogo  | 2–0    | Matheus Sávio 5', Lucas Paquetá 7'                       |                                      |
| 10 de novembro de 2018  | Série A        | Nilton Santos                  | Botafogo | Flamengo  | 2–1    | Erik 18', Valencia 28'                                   | Vitinho 48'                          |
| 26 de janeiro de 2019   | Carioca        | Nilton Santos                  | Botafogo | Flamengo  | 1–2    | João Paulo 22'                                           | Bruno Henrique 63', 70'              |
| 28 de julho de 2019     | Série A        | Maracanã                       | Flamengo | Botafogo  | 3–2    | Gerson 34', Gabriel 54', Bruno Henrique 68'              | Cícero 13', Diego Souza 66'          |
| 7 de novembro de 2019   | Série A        | Nilton Santos                  | Botafogo | Flamengo  | 0–1    |                                                          | Lincoln 89'                          |

### Anos 2020
| Data                    | Torneio       | Estádio        | Casa     | Visitante | Placar | Gols (casa)                                                | Gols (visitante)                                     |
| ----------------------- | ------------- | -------------- | -------- | --------- | ------ | ---------------------------------------------------------- | ---------------------------------------------------- |
| 7 de março de 2020      | Carioca       | Maracanã       | Flamengo | Botafogo  | 3–0    | Everton Ribeiro 57', Gabriel 68', Michael 85'              |                                                      |
| 23 de agosto de 2020    | Série A       | Maracanã       | Flamengo | Botafogo  | 1–1    | Gabriel 90+10' (pen)                                       | Pedro Raul 90+3'                                     |
| 5 de dezembro de 2020   | Série A       | Nilton Santos  | Botafogo | Flamengo  | 0–1    |                                                            | Everton Ribeiro 54'                                  |
| 24 de março de 2021     | Carioca       | Nilton Santos  | Botafogo | Flamengo  | 0–2    |                                                            | Rodrigo Muniz 23', Hugo Moura 84'                    |
| 23 de fevereiro de 2022 | Carioca       | Nilton Santos  | Botafogo | Flamengo  | 1–3    | Leo Pereira 84'                                            | Pedro 9', Gabriel 45+5', Arrascaeta 74'              |
| 8 de maio de 2022       | Série A       | Mané Garrincha | Flamengo | Botafogo  | 0–1    |                                                            | Erison 50'                                           |
| 28 de agosto de 2022    | Série A       | Nilton Santos  | Botafogo | Flamengo  | 0–1    |                                                            | Vidal 58'                                            |
| 25 de fevereiro de 2023 | Carioca       | Mané Garrincha | Botafogo | Flamengo  | 0–1    |                                                            | Matheus Gonçalves 1'                                 |
| 30 de abril de 2023     | Série A       | Maracanã       | Flamengo | Botafogo  | 2–3    | Leo Pereira 57', 85'                                       | Tiquinho Soares 29' (pen), 70', Danilo Barbosa 45+4' |
| 2 de setembro de 2023   | Série A       | Nilton Santos  | Botafogo | Flamengo  | 1–2    | Victor Sá 19'                                              | Marlon Freitas 2', Bruno Henrique 73'                |
| 7 de fevereiro de 2024  | Carioca       | Maracanã       | Flamengo | Botafogo  | 1–0    | Leo Pereira 90+9'                                          |                                                      |
| 28 de abril de 2024     | Série A       | Maracanã       | Flamengo | Botafogo  | 0–2    |                                                            | Luiz Henrique 53', Savarino 90+3'                    |
| 18 de agosto de 2024    | Série A       | Nilton Santos  | Botafogo | Flamengo  | 4–1    | Mateo Ponte 2', Igor Jesus 53', Matheus Martins 84', 90+3' | Bruno Henrique 23'                                   |
| 2 de fevereiro de 2025  | Supercopa Rei | Mangueirão     | Botafogo | Flamengo  | 1–3    | Patrick de Paula 87'                                       | Bruno Henrique 13' (pen), 20', Luiz Araújo 83'       |
| 12 de fevereiro de 2025 | Carioca       | Maracanã       | Flamengo | Botafogo  | 1–0    | Léo Ortiz 55'                                              |                                                      |